# الصقور الملكية الأردنية
الصقور الملكية الأردنية هو فريق المملكة الأردنية الهاشمية الوطني للاستعراض جوي، أسس الفريق في 1976 بأوامر من الملك حسين بن طلال. شارك الفريق حول العالم على مر السنين، والذي يقدم عروض جماعية وفردية. يتكون الفريق من خمس طائرات اكسترا 300 وينحدرون الطيارون من سلاح الجو الملكي الأردني حيث يكمل الطيار من 3 إلى 4 سنوات في الفريق قبل عودته إلى الخدمة. استطاع الفريق أن يكسب لقب أفضل “فريق دولي” في بطولة فيرفورد الجوية بإنجلترا في العامين 1995 و2002.